# Lymantria modesta
Lymantria modesta este o specie de molii din genul Lymantria, familia Lymantriidae, descrisă de Walker 1855 Conform Catalogue of Life specia Lymantria modesta nu are subspecii cunoscute.